# Corègon àrtic
El corègon àrtic (Coregonus autumnalis) és una espècie de peix de la família dels salmònids i de l'ordre dels salmoniformes.

## Morfologia
- Els mascles poden assolir els 64 cm de llargària total.
- Nombre de vèrtebres: 64-67.
- La seua coloració varia de marró a verd fosc a la part superior i més platejat cap als costats i el ventre. Les aletes són pàl·lides.[2][3]

## Reproducció
Entra als rius per fresar en moles nombroses.

## Alimentació
Menja crustacis petits, insectes, peixets, cucs i cloïsses.

## Distribució geogràfica
Es troba a Euràsia i Nord-amèrica.